# Aktor
Aktor je specifický název objektu, který je schopen delegovat zprávy. (čistý objektový programovací jazyk). Aktorový model výpočtu je varianta objektově orientovaného chování systému, kde dochází k delegování zpráv mezi objekty.